# 승식

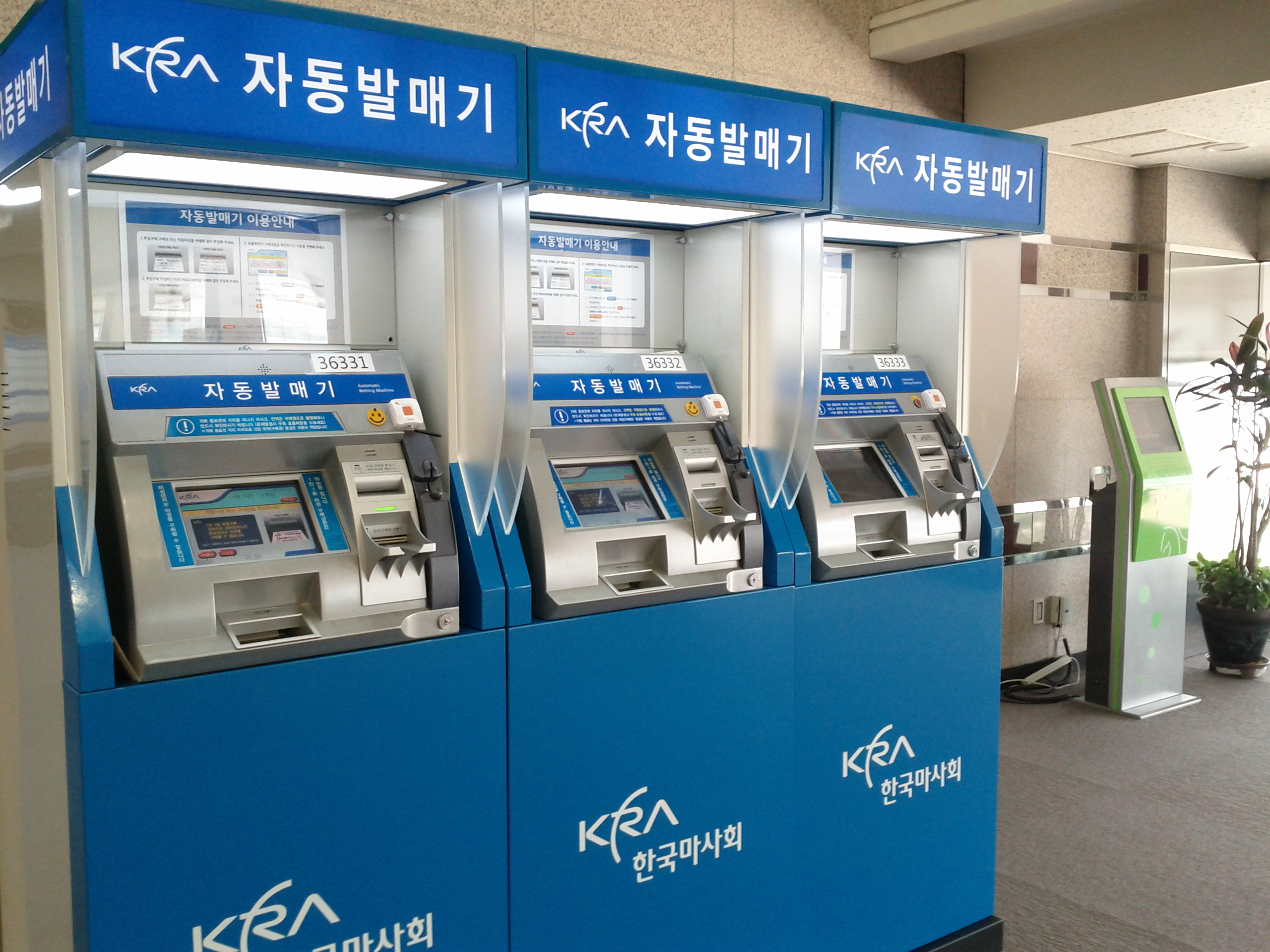
구매권을 사용하는 마권 자동발매기

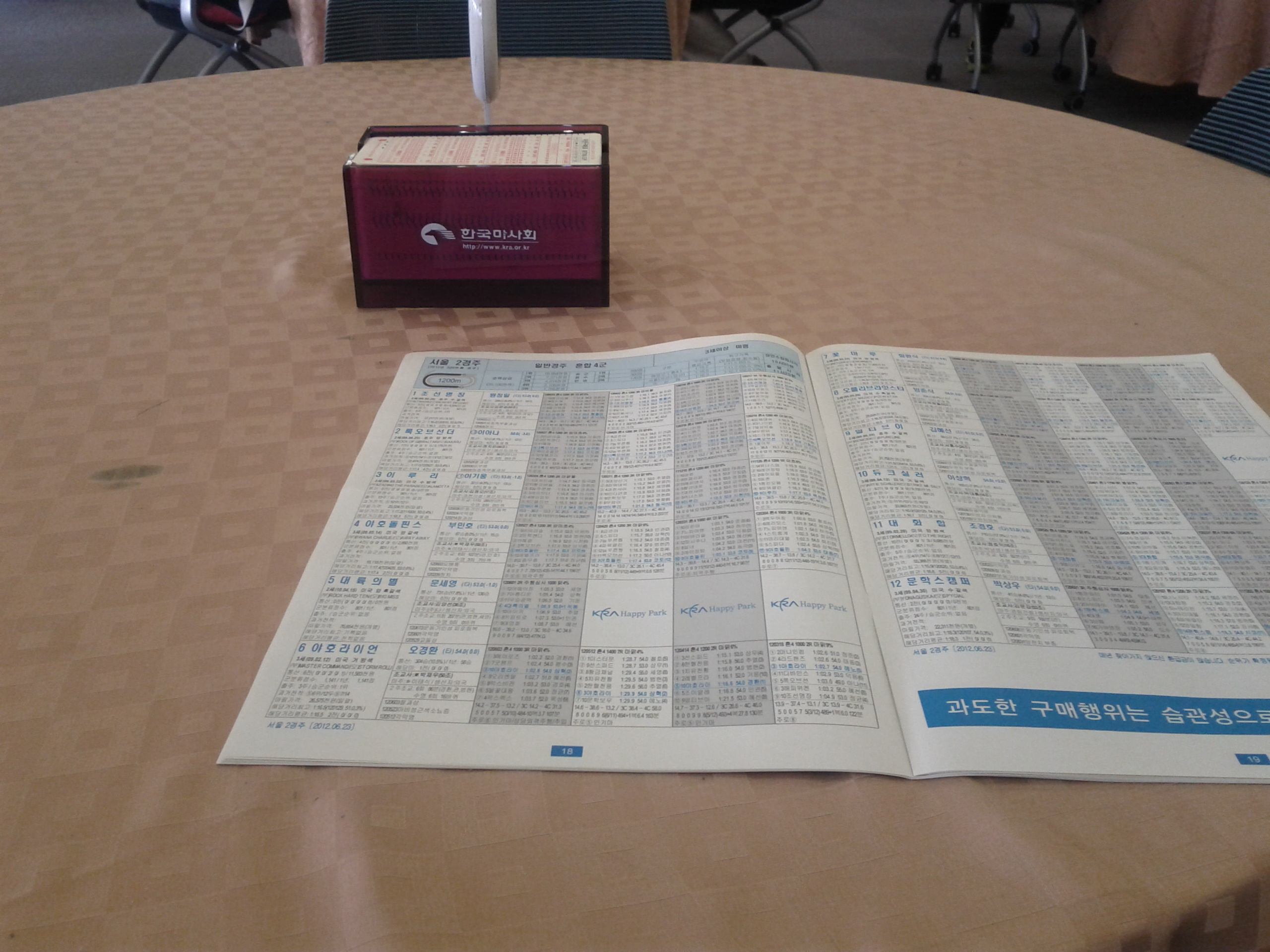
마권구매표와 오늘의 경마 책자

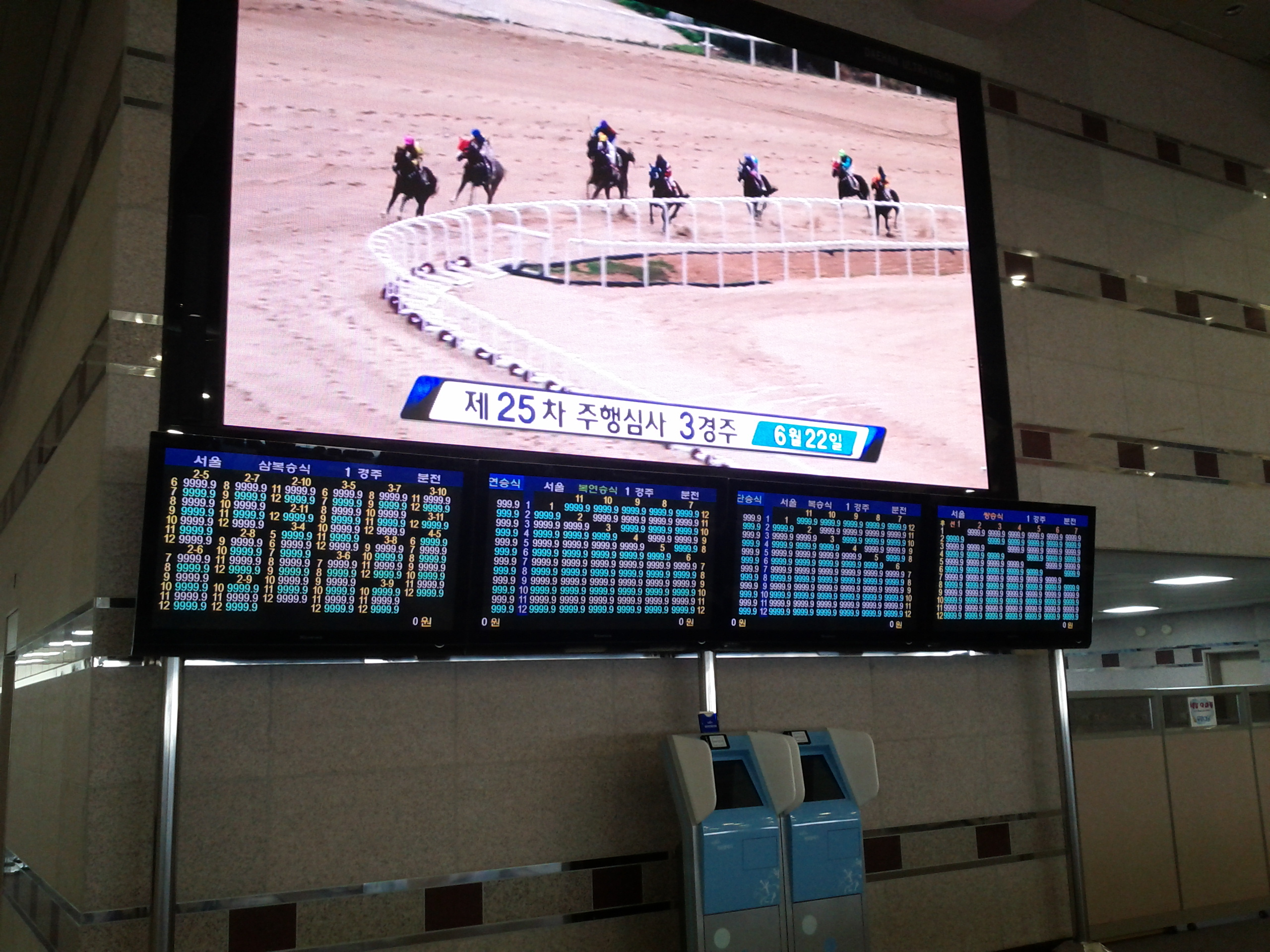
배당률 화면

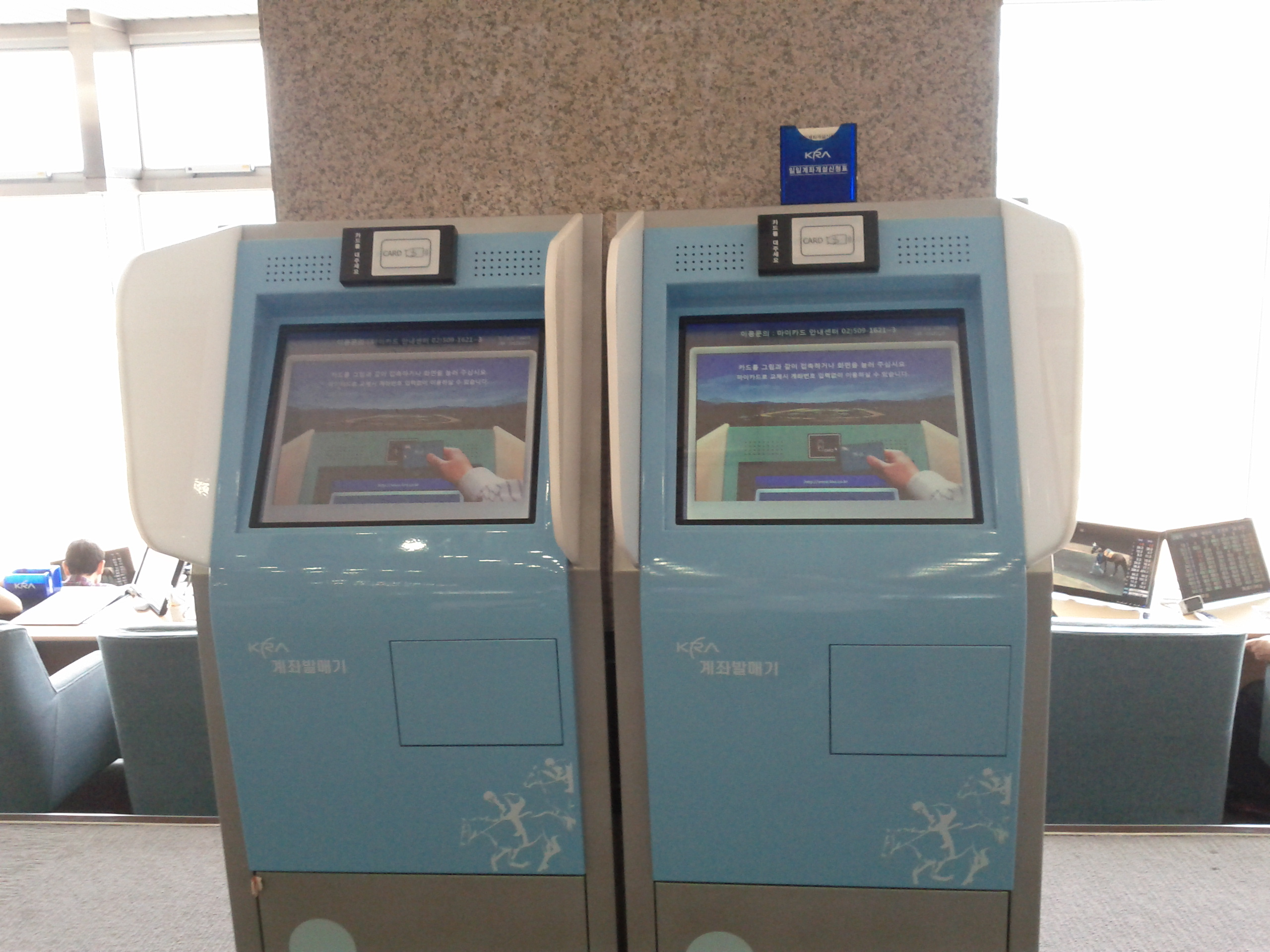
馬e카드(마이카드, 영구계좌)를 이용할 수 있는 전자 마권 단말기

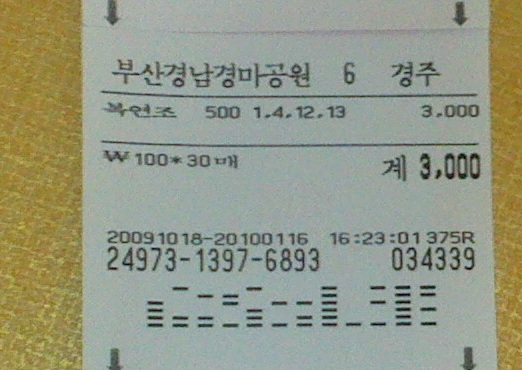

승식(勝式)은 경마에서 경주마에 돈을 걸기 위해 경주마를 고를 때 선택하는 마권구입방식으로, 현재 한국마사회는 단승식, 연승식, 복승식, 쌍승식, 복연승식, 삼복승식의 여섯 가지를 시행하고 있다.

## 단승식
1등으로 들어온 말 한 마리만을 맞추는 방식이다.

## 연승식
출주한 말의 마리수에 따라 맞추는 마리수가 변동되는 방식으로, 5~7마리일 때는 1, 2등으로 들어온 말 중 1마리를, 8마리 이상일 경우에는 3등까지 들어온 말 중 1마리를 맞추는 방식이다. 출주한 말이 4마리 이하일 때에는 연승식을 시행하지 않는다.

## 쌍승식과 복승식
쌍승식은 1등과 2등으로 들어온 말을 순서대로, 복승식은 순서에 관계 없이 적중시키는 방식이다. 쌍승식이 순열 방식이라면 복승식은 조합 방식이라고 할 수 있다.

## 복연승식
3등 내에 들어올 말 중 순서에 관계없이 2마리를 맞추는 방식이다.

## 삼복승식
3등까지의 3마리의 말을 순서에 관계없이 맞히는 방식이다. 대한민국에서는 2009년 4월부터 서울과 부산경남경마장에서 열리는 대상·특별경주에 한해 삼복승식을 시행하고, 2010년부터는 전 경주로 확대시행할 예정이다.
삼복승식을 이용하려면 기존 구매표는 사용할 수 없고, 마번 선택란이 기존보다 한 줄 늘어난 세 줄짜리 새 구매표에 기입해야 한다. 삼복승식에 표기하고 세 줄의 마번 선택란에 중복없이 기입하면 된다.

## 대한민국에서 시행하지 않는 승식

### 삼쌍승식
1, 2, 3등까지 말을 순위대로 맞히는 방식이다.
2016년 마이카드 회원을 상대로 휴대전화 사용 구매 시행

### 중단승식
2개 경주의 각각의 1등 말을 맞히는 방식이다.